# Forças policiais do Brasil

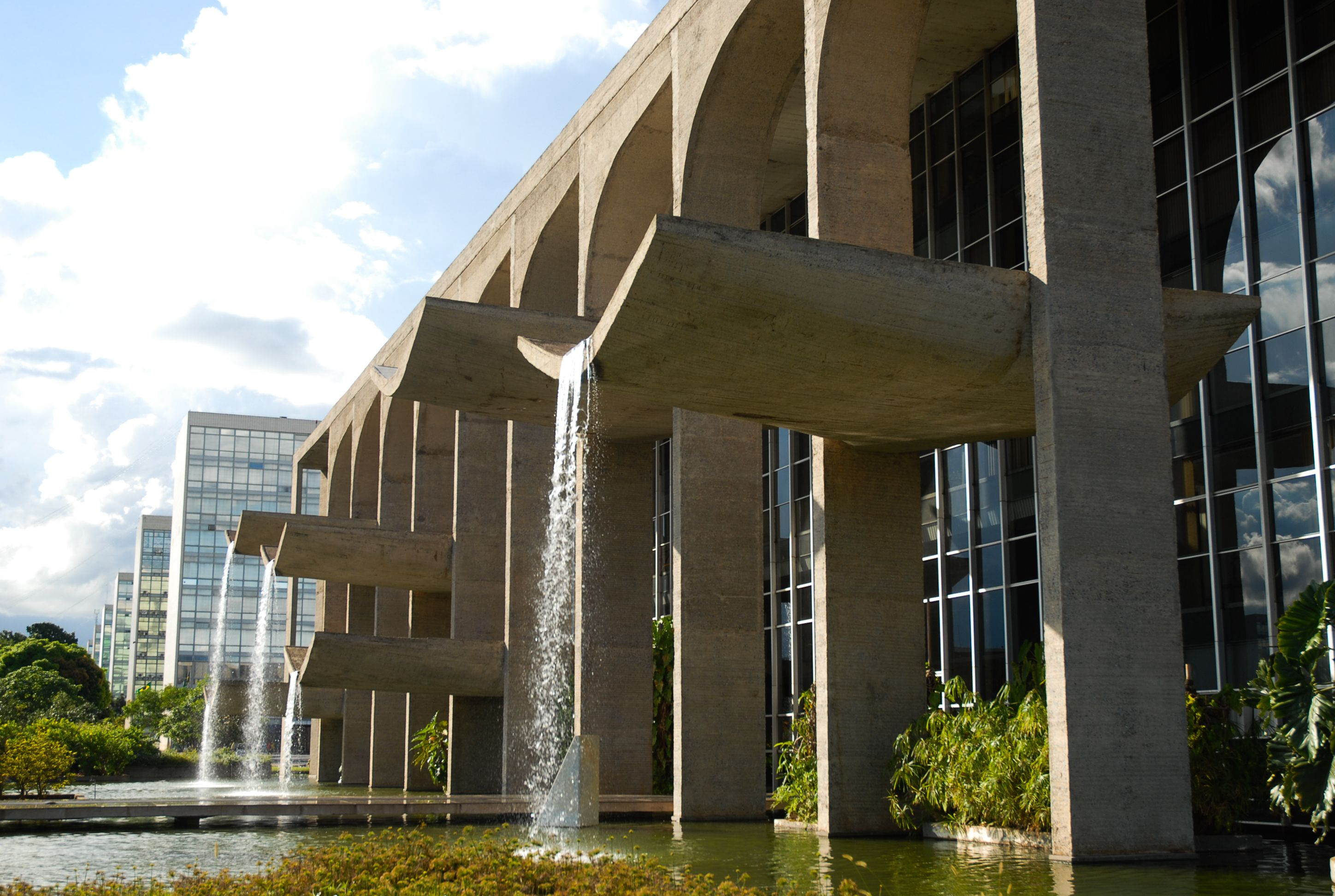
Sede do Ministério da Justiça e Segurança Pública em Brasília.

No Brasil, o ciclo de polícia é incompleto, ou seja, as instituições policiais responsáveis pela fiscalização do cumprimento das leis são distintas das instituições encarregadas da investigação criminal. No âmbito jurídico, existem os conceitos de polícia administrativa e polícia judiciária. O primeiro refere-se à atividade de policiamento preventivo e ostensivo, com a finalidade de preservar a ordem pública. Já o segundo diz respeito à instituição responsável por auxiliar o Poder Judiciário, instaurando inquéritos e realizando diligências investigativas.
A Constituição Federal estabelece, em seu artigo 144, as instituições policiais e outros órgãos de segurança pública, os quais são: a Polícia Federal, Polícia Rodoviária Federal, Polícia Ferroviária Federal, Polícia Civil, a Polícia Militar, a Polícia Penal Federal, do Distrito Federal e dos Estados Federados, as Guardas Municipais e os Órgãos de Trânsito, incumbidos do exercício da atividade de Polícia de Trânsito dos Estados, Distrito Federal e Municípios. Destas, as quatro primeiras são filiadas às autoridades federais, quatro estão subordinadas aos governos estaduais e duas estão subordinadas aos governos municipais. Todas estas instituições fazem parte do Poder Executivo dos governos federal, do Distrito Federal, dos Estados Federados ou dos Municípios.
A Guarda Municipal é reconhecida como órgão policial através da interpretação ampliativa realizada pelo Supremo Tribunal Federal (STF) em fevereiro de 2025. É considerada a primeira instituição policial do Brasil a ter como princípio de atuação a proteção dos direitos humanos fundamentais. A instituição também faz parte do Sistema Único de Segurança Pública.
Há três funções principais de polícia de segurança pública: manutenção da ordem (polícia preventiva-uniformizada); manutenção da lei (polícia judiciária); manutenção da execução penal e medidas correlatas (Polícias Penais). Quando infrações penais afetam órgãos federais, as forças policiais federais realizam essas funções. Nos restantes casos, as forças policiais estaduais empreendem essas atividades.

## Instituições federais

### Polícia Federal

Brasão de Armas da Polícia Federal

A Polícia Federal (PF), instituída por lei como órgão permanente, organizado e mantido pela União e estruturado em carreira, destina-se a:
- I - apurar infrações penais contra a ordem política e social ou em detrimento de bens, serviços e interesses da União ou de suas entidades autárquicas e empresas públicas, assim como outras infrações cuja prática tenha repercussão interestadual ou internacional e exija repressão uniforme, segundo se dispuser em lei;[3]
- II - prevenir e reprimir o tráfico ilícito de entorpecentes e drogas afins (ver: Guerra às drogas no Brasil e Lei das Drogas), o contrabando e o descaminho, sem prejuízo da ação fazendária e de outros órgãos públicos nas respectivas áreas de competência;[3]
- III - exercer as funções de polícia marítima, aeroportuária e de fronteiras;
- IV - exercer, com exclusividade, as funções de polícia judiciária da União.[3]

### Polícia Rodoviária Federal

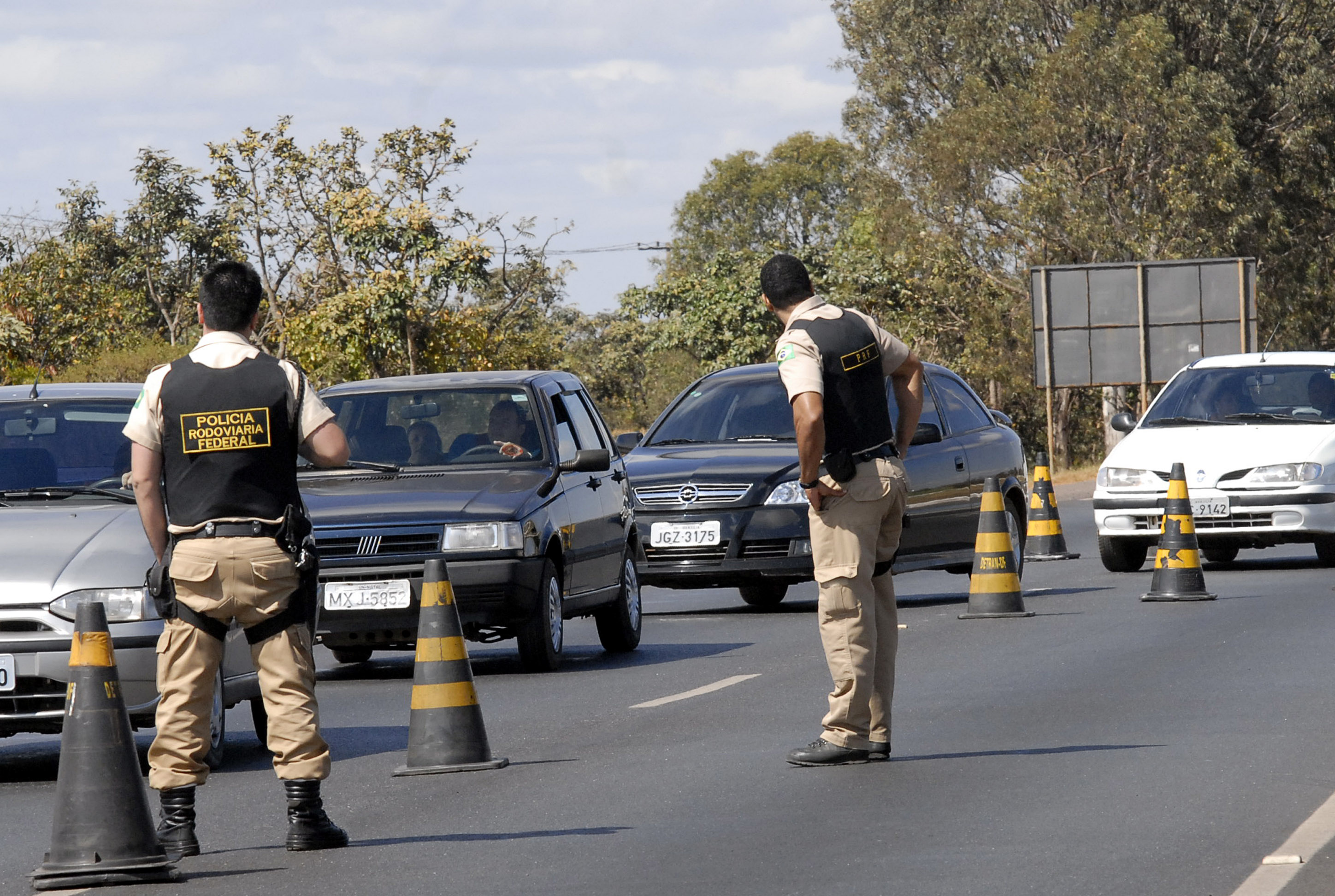
Polícia Rodoviária

É uma polícia federal, subordinada ao Ministério da Justiça, cuja principal função é combater os crimes nas rodovias e estradas federais do Brasil, assim como monitorar e fiscalizar o tráfego de veículos, embora também tenha passado a exercer trabalhos que extrapolam sua competência original, como a atuação dentro das cidades, mares e matas brasileiras em conjunto com outros órgãos de segurança pública.

### Polícia Ferroviária Federal
Órgão permanente, como as demais polícias federais, organizado e mantido pela União e estruturado em carreira. Destina-se ao patrulhamento ostensivo das ferrovias federais (artigo 144, parágrafo 3º, da Constituição Federal). Também é considerada como "a menor polícia do mundo". Com a privatização das ferrovias federais as atividades da corporação permanecem estagnadas.

### Guarda Portuária
A Guarda Portuária é uma instituição policial ostensiva brasileira, subordinada à Secretaria de Políticas Portuárias do Ministério dos Transportes, Portos e Aviação Civil, cuja principal função é garantir a segurança com cidadania nos portos federais (Portos Organizados) e em áreas de interesse da União sob a jurisdição da Autoridade Portuária. Assim, combate as mais variadas formas de crimes nos portos federais do Brasil e também monitora, fiscaliza e controla o trânsito de veículos, bens e pessoas. Tem uma função de prestar auxílio às autoridades que exerçam suas atribuições nos portos (autoridades: aduanera, sanitária, marítima, de saúde, polícia marítima, etc.) em conjunto com outros órgãos de segurança pública, sendo ainda o órgão executivo do ISPS Code (Código Internacional para Segurança de Portos e Navios) que faz parte da Convenção Internacional para Salvaguarda da Vida Humana no Mar (Convenção SOLAS).

## Instituições estaduais

### Polícia Militar

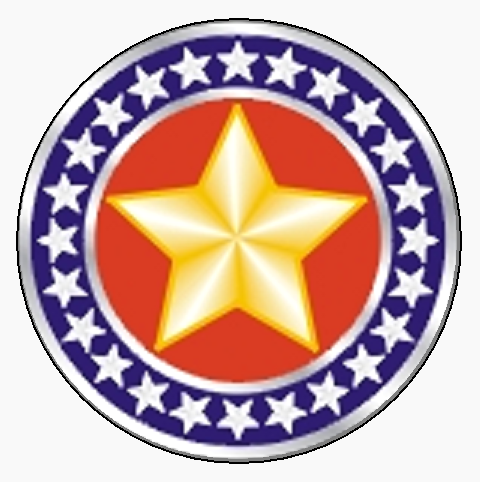
Emblema da Polícia Militar do Brasil

São denominadas polícias militares no Brasil as forças de segurança pública de cada uma das unidades federativas que têm por função primordial a polícia ostensiva e a preservação da ordem pública nos Estados brasileiros e no Distrito Federal (artigo 144, da Constituição Federal do Brasil de 1988). Subordinam-se, juntamente com as polícias civis estaduais, aos Governadores dos Estados e do Distrito Federal (art. 144 § 6º da Constituição Federal de 1988). São forças auxiliares e reserva do Exército Brasileiro e integram o Sistema de Segurança Pública e Defesa Social brasileiro. Seus integrantes são chamados de militares dos Estados (artigo 42 da CRFB), assim como os membros dos Corpos de Bombeiros Militares. Cada Polícia Militar estadual é comandada por um oficial superior do posto de coronel, chamado de Comandante-Geral.

### Polícia Civil
Instituída em 1808 no Rio de Janeiro e depois implantadas em todos os estados brasileiros, são chefiadas por Delegados Gerais de Polícia ou Chefes de Polícia, que comandam, por sua vez, os Delegados de Polícia circunscricionais, dirigentes de cada unidade chamada de delegacia ou Distrito Policial.
Cabe à Polícia Civil dos Estados, também, responsável pela preservação da ordem pública e da incolumidade das pessoas e do patrimônio (artigo 144, caput, da CRFB), atuar como Polícia Judiciária, promovendo investigações criminais destinadas a elucidar a prática das infrações penais e a sua autoria, através do inquérito policial, praticar atos de auxílio ao Poder Judiciário na aplicação da Lei, nos crimes de competência da Justiça Estadual (excepcionalmente poderá apurar infrações penais de competência da Justiça Federal, caso não haja unidade da Polícia Federal no local) e desenvolver ações de inteligência policial. Integram, segundo mandamento constitucional, o Sistema de Segurança Pública e Defesa Social brasileiro.

### Polícia Penal
Em 20 de novembro de 2019, foi aprovado na Câmara dos Deputados a redação final da Proposta de Emenda à Constituição (PEC) 372/2017, que cria a polícia penal. Com ela, a responsabilidade das polícias Militar e Civil de zelar pelos presos e pelas unidades prisionais, serão passadas para os policiais penais. O texto da PEC da Polícia Penal também foi aprovado pelo Senado Federal e segue para a promulgação.

## Instituições Locais

### Guarda Municipal

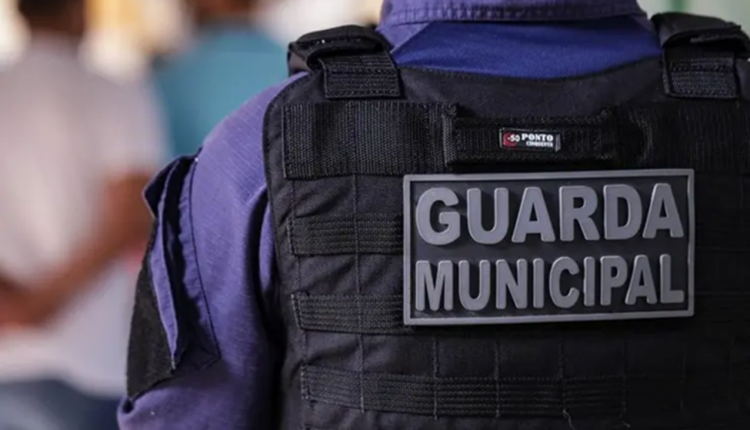
As guardas são instituições de caráter civil, armadas e uniformizadas, conforme dispõem a Lei nº 13.022 de 2014.

As Guardas Municipais são instituições de segurança pública municipal que tem por finalidade exercer atividades de segurança urbana, inclusive, o policiamento ostensivo com a finalidade de proteção de pessoas, bens, serviços e instalações públicas dentro de um município. As guardas são órgãos operacionais do Sistema Único de Segurança Pública (SUSP). Sua característica principal está o uso predominantemente da cor azul-marinho em seus uniformes e viaturas. Também é possível que estas instituições utilizem o nome Guarda Metropolitana, Guarda Civil Metropolitana ou Guarda Civil.
De modo geral, cabe ao poder executivo de cada município decidir a atuação de sua Guarda, variando sua forma de atuação de acordo com as particularidades de cada município conforme disposto da Lei Federal 13.022/2014. 
Atualmente, mais de 25% das cidades brasileiras contam com Guardas Municipais.

## Outras forças de segurança

### Polícia Científica

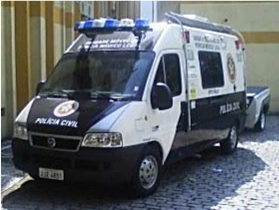
Furgão da Perícia da Polícia Civil do Rio de Janeiro

São órgãos estaduais presentes na maioria dos estados brasileiros e especializados na produção de provas técnicas (ou provas periciais), por meio da análise científica de vestígios produzidos e deixados durante a prática de delitos. Não se constituem propriamente em organizações policiais, correspondendo aos laboratórios periciais das polícias americanas e inglesas. Recebem denominações diversas em cada unidade da federação e podem estar subordinadas às Polícias Civis ou diretamente ligadas às Secretarias de Segurança (ou órgãos equivalentes) em conformidade com a legislação local, trabalhando em estreita cooperação com as Polícias Civil e Militar. Na segunda hipótese, são dirigidas por servidores do quadro da Polícia Científica ou Polícia Técnico-Científica, sendo a direção privativa de integrantes da carreira de Perito Criminal ou Perito Legista.
Quanto à natureza jurídico-administrativa das polícias científicas, buscam-se discordâncias doutrinárias se podem ou não se caracterizar como instituições policiais autônomas, em decorrência de não terem sido assim consideradas no artigo 144 da Constituição Federal, que pela enumeração taxativa dos incisos I a V determinou os seguintes órgãos titulares da atividade de segurança pública para o Brasil:
- I - Polícia Federal
- II - Polícia Rodoviária Federal
- III - Polícia Ferroviária Federal
- IV - Polícias Civis
- V - Polícia Militares e Corpos de Bombeiros Militares

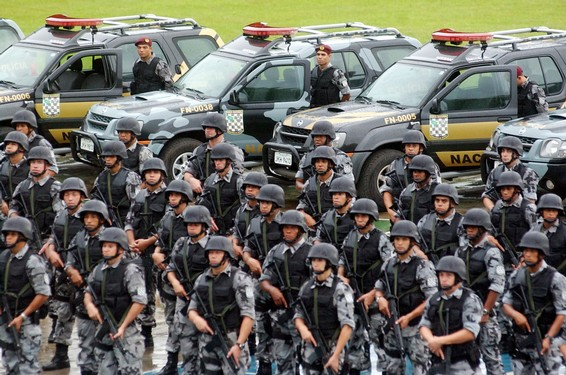
Soldados e viaturas da Força Nacional de Segurança

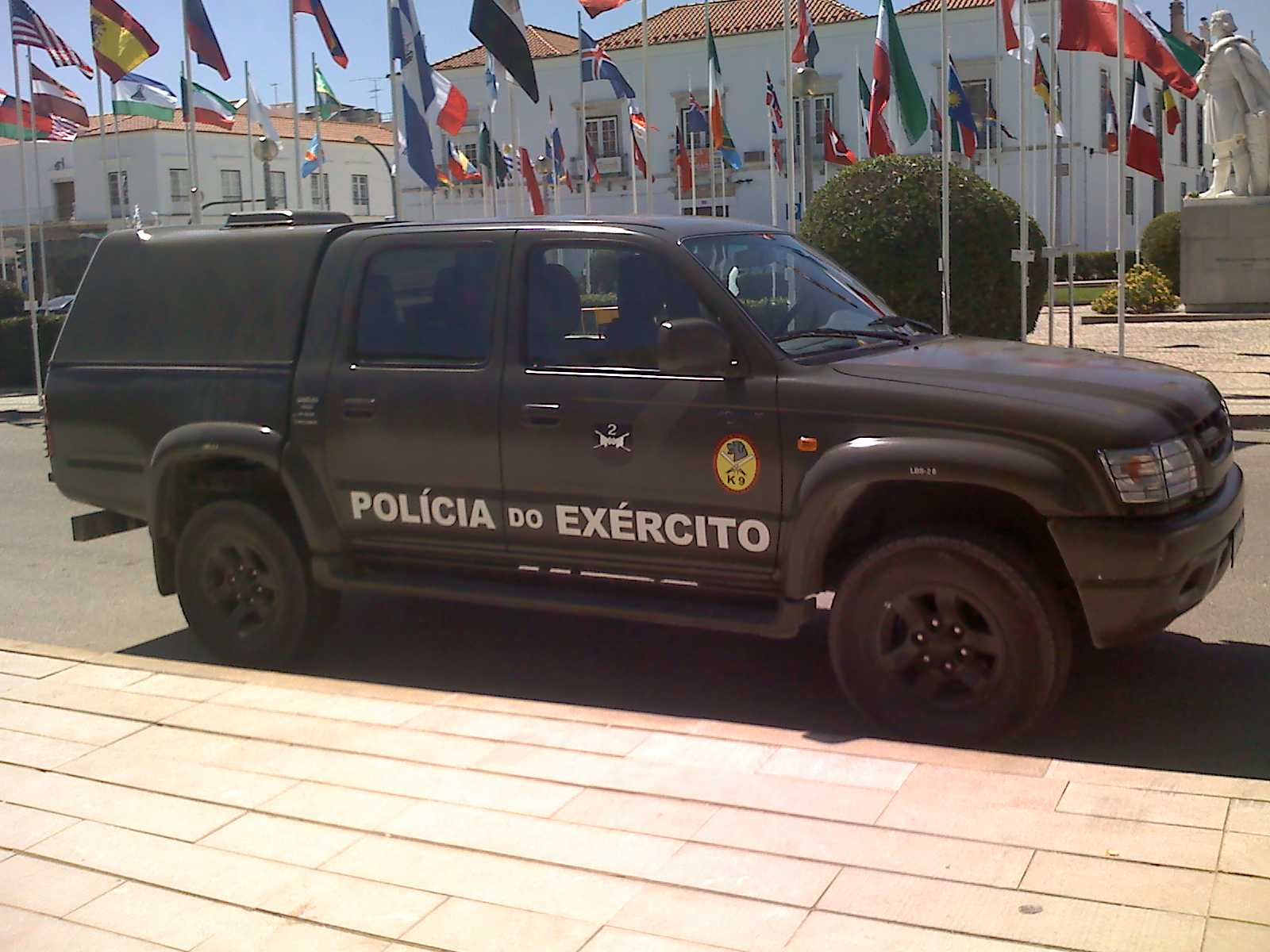
Uma viatura da Polícia do Exército

### Força Nacional de Segurança Pública
A Força Nacional de Segurança Pública (FNSP), criada em 2004 e localizada no entorno do Distrito Federal, no município de Luziânia, é um programa de cooperação de Segurança Pública brasileiro, coordenado pela Secretaria Nacional de Segurança Pública (SENASP), do Ministério da Justiça (MJ).
É um órgão que foi criado durante a gestão do ex-presidente Luiz Inácio Lula da Silva, idealizado pelo Ministro da Justiça Márcio Thomaz Bastos.

### Polícia das Forças Armadas
- Polícia do Exército (PE) - tropas de infantaria às quais compete a manutenção da disciplina e do cumprimento às ordens e regulamentos militares no Exército Brasileiro.[14]
- Polícia da Aeronáutica (PA) - tropas da Infantaria da Aeronáutica[15] com atribuições equivalentes às da PE no âmbito da Força Aérea Brasileira.[16]
- Companhia de Polícia do Batalhão Naval, Companhia de Polícia da Tropa de Reforço, subunidades e frações de polícia dos Distritos Navais - tropas do Corpo de Fuzileiros Navais[17] com atribuições equivalentes às da PE e PA no âmbito da Marinha do Brasil.[16]Uma viatura da Polícia Legislativa Federal

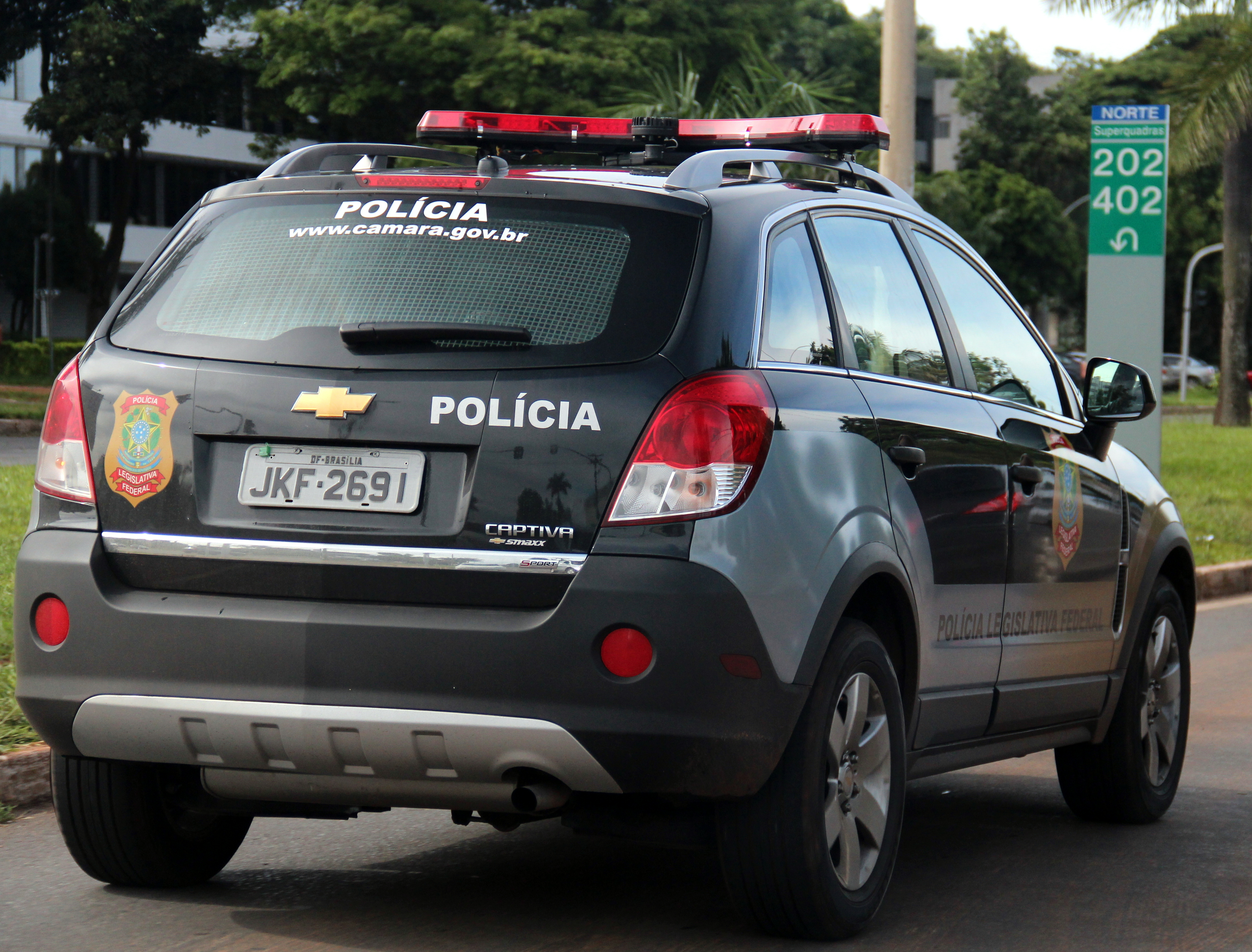
Uma viatura da Polícia Legislativa Federal

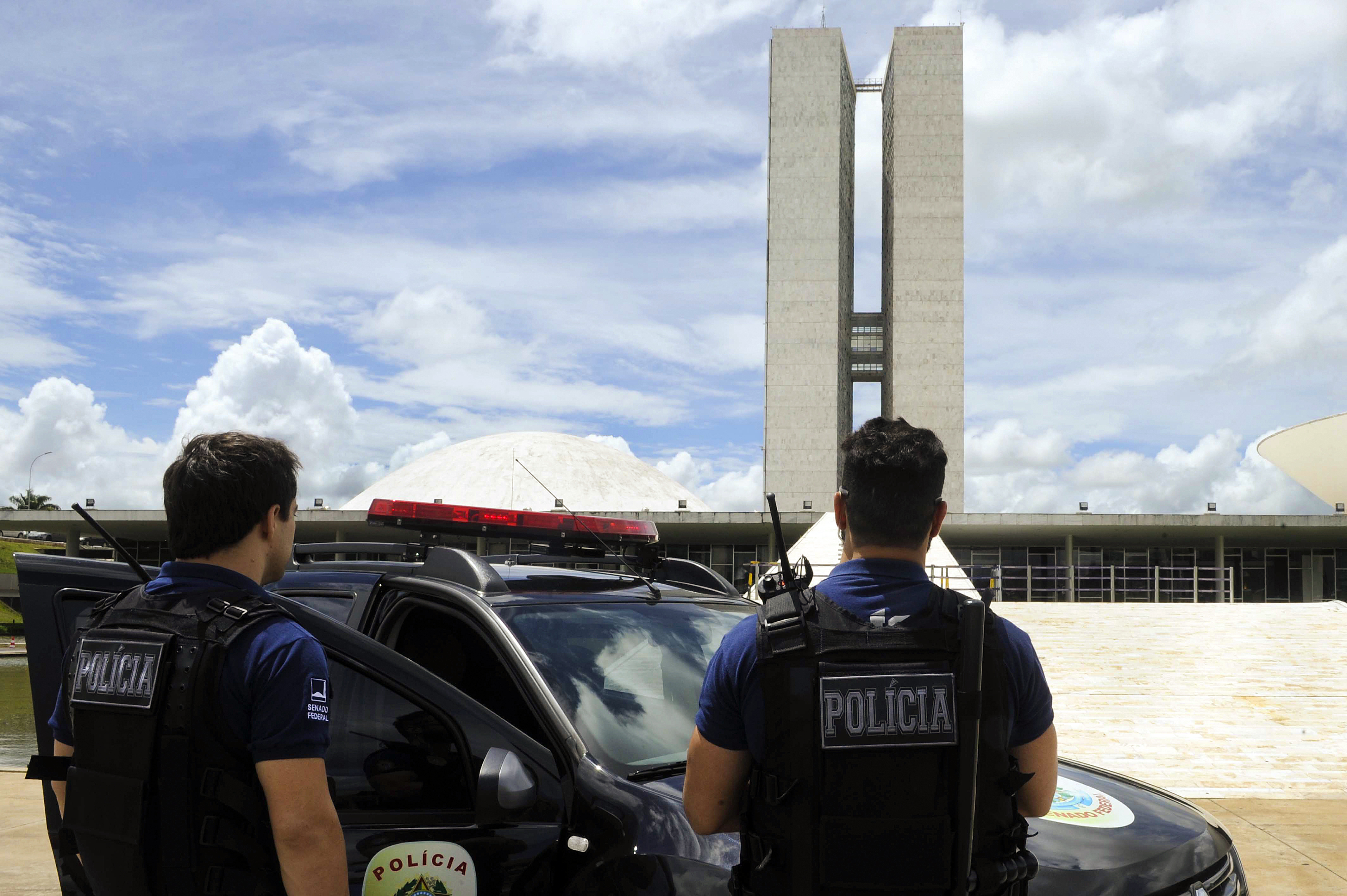
Agentes da Polícia Legislativa Senado Federal

### Polícia Legislativa Federal
A Polícia Legislativa Federal é a designação única para dois órgãos policiais distintos que atendem às Casas do Legislativo Federal, ou seja, ao Senado Federal e à Câmara dos Deputados.

#### Polícia do Senado Federal
Órgão Policial do Senado Federal do Brasil, com as a seguintes atribuições: a segurança do Presidente do Senado Federal, em qualquer localidade do território nacional e no exterior; a segurança dos Senadores e autoridades brasileiras e estrangeiras, nas dependências sob a responsabilidade do Senado Federal; a segurança dos Senadores e de servidores em qualquer localidade do território nacional e no exterior, quando determinado pelo Presidente do Senado Federal; o policiamento nas dependências do Senado Federal; o apoio à Corregedoria do Senado Federal; as de revista, busca e apreensão; as de inteligência; as de registro e de administração inerentes à Polícia; as de investigação e de inquérito.

#### Polícia da Câmara dos Deputados
Órgão da Câmara dos Deputados do Brasil, que compete exercer as funções de polícia judiciária e apuração de infrações penais, com exclusão das que mantiverem relação de subsidiariedade, conexão ou continência com outra cometida fora das dependências da Câmara dos Deputados, além das atividades de polícia ostensiva e preservação da ordem e do patrimônio, nos edifícios da Câmara dos Deputados e em suas dependências externas; efetuar a segurança do Presidente da Câmara dos Deputados em qualquer localidade do território nacional e no exterior; efetuar a segurança dos Deputados Federais, servidores e quaisquer pessoas que eventualmente estiverem a serviço da Câmara dos Deputados, em qualquer localidade do território nacional e no exterior, quando assim determinado pelo Presidente da Câmara dos Deputados; atuar como órgão de apoio à Corregedoria da Câmara dos Deputados, sempre que solicitado; planejar, coordenar e executar planos de segurança física dos Deputados Federais e demais autoridades que estiverem nas dependências da Câmara dos Deputados.

### Polícia Judicial
A Regulamentação da Polícia Judicial se deu através da Resolução n.º 344/2020 do Conselho Nacional de Justiça (CNJ), devido ao crescimento da violência e ataques ao Poder Judiciário, somada a inviabilidade de apoio de outros órgãos policiais. Com isso, o CNJ percebeu a necessidade e a importância de um corpo policial próprio para segurança institucional dos Tribunais.
A Constituição da República assegura ao Poder Judiciário autonomia administrativa (art. 99) e atribui ao Conselho Nacional de Justiça a missão de zelar pela autonomia do Poder Judiciário, podendo, para tanto, expedir atos regulamentares, nos termos do art. 103-B, § 4º, da CF. Sendo assim, para não ferir os princípios constitucionais que garantem autonomia administrativa e organizacional, e ainda, o princípio da Separação dos Poderes, o Poder Judiciário não poderia depender de força policial ligada a outro Poder da República.

## Estatísticas
Segundo dados compilados pelo Fórum Brasileiro de Segurança Pública (FBSP), as forças policiais do Brasil contavam com os seguintes efetivos:
| Órgão                      | 2020    | 2023    |
| -------------------------- | ------- | ------- |
| Polícia Federal            | 10.996  | 12.900  |
| Polícia Rodoviária Federal | 10.964  | 12.882  |
| Polícia Penal Federal      | 1.000   | 1.141   |
| Polícia Legislativa        |         | 484     |
| Polícia Militar            | 406.426 | 404.871 |
| Polícia Civil              | 93.143  | 95.908  |
| Polícia Penal              | 96.059  | 94.673  |
| Perícia Técnica            | 12.164  | 17.991  |
| Corpo de Bombeiros         | 55.891  | 60.155  |
| Guarda Civil Municipal     |         | 95.175  |

Já segundo a Pesquisa Perfil das Instituições de Segurança Pública 2023, os dados obtidos apresentavam o seguinte:
| Órgão              | 2012    | 2013    | 2014    | 2015    | 2016    | 2017    | 2018    | 2019    | 2020    | 2021    | 2022    |
| ------------------ | ------- | ------- | ------- | ------- | ------- | ------- | ------- | ------- | ------- | ------- | ------- |
| Polícia Militar    | 413.920 | 385.190 | 380.379 | 407.972 | 425.143 | 403.181 | 417.307 | 411.241 | 399.624 | 395.168 | 397.488 |
| Corpo de Bombeiros | 53.272  | 40.254  | 69.208  | 62.781  | 65.285  | 67.373  | 67.045  | 66.821  | 66.117  | 66.944  | 67.566  |
| Polícia Civil      | 116.749 | 94.824  | 86.127  | 114.265 | 114.320 | 109.979 | 112.837 | 109.431 | 97.548  | 98.458  | 99.475  |
| Perícia Técnica    |         |         |         |         |         |         |         |         | 14.782  | 15.681  | 16.695  |